# N. de Garis Davies
De egyptologen Nina M. Davies (6 januari 1881 – 21 april 1965) en Norman de Garis Davies (14 september 1865 – 5 november 1941) waren een echtpaar van illustratoren en kopiisten die in het begin en midden van de twintigste eeuw grafschilderingen in Egypte tekenden en documenteerden. Hun werk werd vaak gezamenlijk gepubliceerd onder de naam N. de Garis Davies, waardoor het meestal moeilijk te bepalen is wie welke illustratie heeft vervaardigd.

## Jeugd en opleiding

### Nina
Nina M. Davies werd geboren als Anna Macpherson Cummings in Saloniki, als oudste van drie dochters van Cecil J. Cummings. Haar ouders waren van Engelse en Schotse afkomst. Na de dood van haar vader keerde zij in 1894 terug naar Schotland. Nina kreeg onderwijs in Engeland en toonde al op jonge leeftijd veel artistiek talent, waarna haar familie naar Londen verhuisde voor haar verdere opleiding. Tijdens een vakantie in Egypte in 1906 ontmoette ze in Alexandrië Norman de Garis Davies. Ze trouwden in Hampstead (Londen) op 8 oktober 1907 en vestigden zich op de westoever van Luxor (bij de Thebaanse necropolis), waar zij begonnen met het documenteren van grafschilderingen. Nina verdeelde haar tijd tussen het maken van tekeningen voor het Metropolitan Museum of Art en het repliceren van grafschilderingen voor Alan Gardiner, waarvan vele in museumcollecties terechtkwamen. Zij ontwikkelde een vaardigheid om afbeeldingen snel en nauwkeurig vast te leggen, wat resulteerde in een groot aantal facsimiles.

### Norman

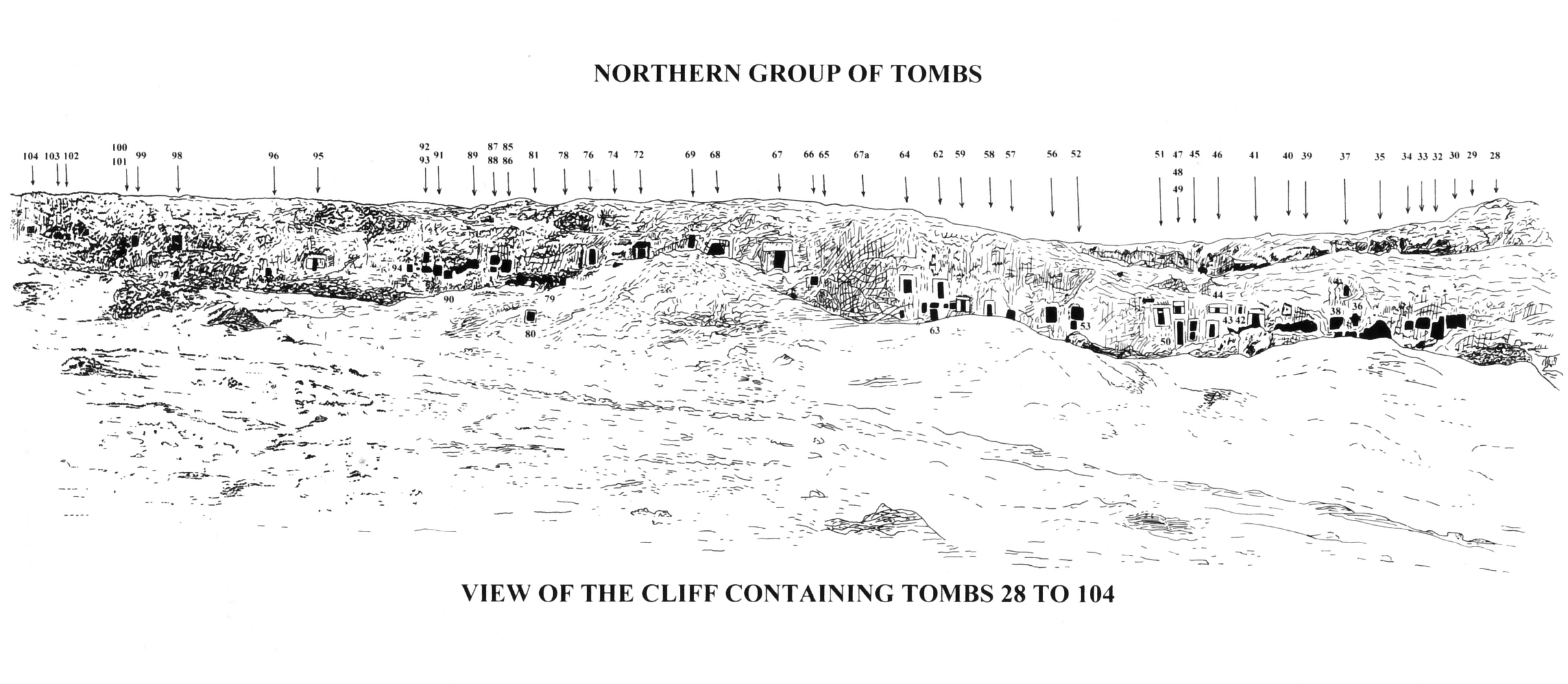
Norman de Garis Davies, Noordelijke groep graven te Deir el-Gebrawi; zicht op de klif met graven 28 tot 104, 1902

Norman de Garis Davies studeerde theologie aan de Universiteit van Glasgow en vervolgde zijn studie aan de Universiteit van Marburg. 
Hij was predikant in de Congregational Church in Ashton-under-Lyne. Hier leerde hij Kate Bradbury kennen, door wie hij geïnteresseerd raakte in de egyptologie. Daarna was hij enkele jaren predikant in Melbourne. In 1898 werkte hij voor William Flinders Petrie in Dendera. Later werd hij hoofd van de Archaeological Survey van het Egypt Exploration Fund. Van ongeveer 1898 tot 1907 documenteerde Norman diverse graven in Egypte, waaronder in Amarna. Hij ontwikkelde zich tot een expert in het interpreteren van Egyptische hiërogliefen binnen de context van de schilderkunst.

## Egyptologisch werk

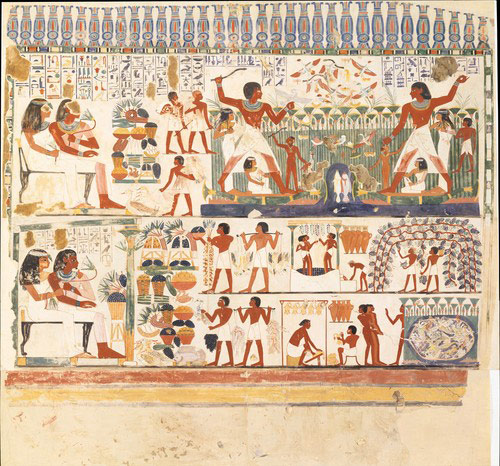
Norman de Garis Davies e.a., North Side of the West Wall of Nakht's Offering Chapel (MMA 15.5.19). Graphic Expedition, Metropolitan Museum of Art, 1915

In 1907 werd een expeditie opgezet om facsimiles van Egyptische muurschilderingen te maken voor het Metropolitan Museum of Art in New York. Norman, Nina en andere kunstenaars maakten kopieën van de grafschildering met behulp van overtrekken, een techniek die een bijna exacte reproductie van penseelstreken en kleuren mogelijk maakte. In de meeste gevallen gaven de facsimiles de scènes in hun toenmalige staat weer, inclusief eventuele schade door slijtage of vandalisme. In sommige gevallen zijn de tekeningen reconstructies van de oorspronkelijke staat van de schilderingen. De Graphic Section werd geleid door Norman, die zowel de hiërogliefen interpreteerde als de afbeeldingen kopieerde. De kunstenaars ondertekenden hun werk: Nina met "Na.deGD" en Norman met "No.deGD", maar er waren ook ondertekeningen als "NdeGD", waardoor het soms onduidelijk is wie het werk heeft verricht.
De graftombes waarin zij werkten bevinden zich aan de westelijke oever van de Nijl bij Thebe. Het museum was met name geïnteresseerd in de tombes van ambtenaren, de koningsgraven in de Vallei der Koningen en de Vallei der Koninginnen, en in de tombes van kunstenaars in Deir el-Medina. Volgens het Metropolitan Museum is dit "de rijkste bron van oud-Egyptische schilderkunst die in Egypte bewaard is gebleven."
De grafafbeeldingen bieden inzicht in het dagelijks leven, de veranderingen in flora en fauna, en de ceremoniële en begrafenisgebruiken in de verschillende dynastieën en regeringsperiodes. Ook de artistieke technieken varieerden in de loop der tijd. Tegen 1941 hadden Norman en Nina ongeveer 350 facsimiles gemaakt, die nu een belangrijk onderdeel vormen van de Egyptische afdeling van het Metropolitan Museum of Art.
Daarnaast werkten zij voor het Egypt Exploration Fund en het Oriental Institute van de Universiteit van Chicago door ook andere Egyptische locaties, zoals Abydos en Amarna, te documenteren. In 1939 keerden zij terug naar Engeland. Norman overleed twee jaar later; Nina overleed in 1965.

## Collecties en archieven
Het Metropolitan Museum of Art bezit 413 werken van N. de Garis Davies. Hiervan zijn 157 werken gesigneerd door Nina, 15 door beiden, en 59 door Norman, o.a.:
- Nina de Garis Davies, Netting Birds, Tomb of Khnumhotep (MMA 33.8.18). The Metropolitan Museum of Art. Geraadpleegd op 18 juli 2025.
- Nina de Garis Davies, Sculptors at Work, Tomb of Rekhmire (MMA 30.4.90). The Metropolitan Museum of Art. Geraadpleegd op 18 juli 2025.
- Norman de Garis Davies, Leaders of the Aamu of Shu (MMA 33.8.17). The Metropolitan Museum of Art. Geraadpleegd op 18 juli 2025.

Het British Museum ontving in 1936 22 schilderijen van Nina Davies, geschonken door Alan Gardiner, waaronder:
- Nina de Garis Davies, Fig gatherers with baboons in the trees from the tomb of Khnumhotep II (BM AESAr.623). The British Museum Images. Geraadpleegd op 18 juli 2025.
- Nina de Garis Davies, Water-offering to the Mummy from the Tomb of Nebamun and Ipuky (Thebes No 181), c.1350 B.C. (BM AESAr.1185). The British Museum Images. Geraadpleegd op 27 maart 2015.
- Nina de Garis Davies, Goldsmiths and Joiners. From the tomb of Nebamun and Ipuky (Thebes No 181), c.1350 B.C. (BM AESAr.1469). The British Museum Images. Geraadpleegd op 18 juli 2025.

Het Griffith Institute heeft archieven (correspondentie, werkmaterialen e.d.) van N. de Garis Davies.

## Publicaties
Zie biografieën elders voor de publicatielijsten van Norman en Nina. 